# Empanada berciana
Empanada berciana (denominada también empanada de batallón) es un tipo de empanada de masa de pan típica de El Bierzo (provincia de León), cuya principal característica diferenciadora de otras empanadas es el uso de patata picada y acelgas dentro de ella como ingredientes.

## Historia
La elaboración de empanadas ya son enunciadas por el escritor culinario español Ruperto de Nola en el siglo XV. Sobre la empanada berciana se pueden encontrar referencias en el libro Guía del buen comer español de Dionisio Pérez. En el que se menciona las virtudes del manjar berciano, haciendo valer las palabras de un colaborador, que la denomina "Soberana de los platos bercianos". Destacando su  uso en fiestas, bodas, excursiones.

## Características
Se preparan de todos los gustos y destacan las empanadas elaboradas de: pulpo, bacalao, xixos (chichos, carne adobada), sardinas, acelgas y sobre todo la empanada de batallón (elaborada con una fina masa no de hojaldre) que es la empanada típica. Esta última, se elabora con patata, acelga, cebolla, carne en trozos (habitualmente de cerdo) y panceta en salazón, desalada. Es opcional la adición de chorizo en rodajas y el pimentón al contenido.